# دیوید اسلون ویلسون
دیوید اسلون ویلسون (به انگلیسی: David Sloan Wilson) یک زیست‌شناس فرگشتی آمریکایی و استاد برجسته علوم زیستی و انسان‌شناسی در دانشگاه بینگهمتون است. او پسر نویسنده، اسلون ویلسون است.

## فرضیه
دیوید اسلون ویلسون شش فرضیه اصلی را برای وجود دین مطرح کرده‌است که هم نظرات دانشمندان فرگشتی و هم نظرات دانشمندان گذشته مانند زیگموند فروید و امیل دورکیم را که از نظر علوم اجتماعی به دین نگاه می‌کردند را در بر می‌گیرد:
- فرضیه‌های سازشی

1. دین به عنوان عامل سازش در سطح گروهی، با توجه به دین داری در سطح فردی، برخی دین را در سطح گروه‌های انسانی تبیین می‌کنند و آن را عامل انسجام درون گروهی در رقابت با دیگر گروه‌ها قلمداد می‌کنند، لذا دین برای بقای گروه‌های انسانی کاربرد داشته‌است.
2. دین به عنوان عامل سازش در سطح فردی، دانشمندانی که به این عامل اعتقاد دارند بیان می‌کنند که دین برای اعضای گروه هزینه بر است اما برای عده ای خاص مانند رهبران دینی فایده دارد.
3. دین به عنوان انگل فرهنگی. برخی می‌پندارند که دین هرچند برای میزبان خود که انسان باشد فایده ندارد (حتی ممکن است ضرر هم داشته باشد) اما از میزبانی انسان برای تکثیر و بقای خود استفاده کرده‌است.

- فرضیه‌های دین به عنوان غیرسازشی

1. عامل سازش در گذشته و در جوامع کوچک اما عامل غیرسازشی در جوامع مدرن
2. دین به عنوان یک رانش در فرایند فرگشت
3. دین به عنوان محصول جانبی سایر فرآیندهای سازشی[۲]

## فرضیه انتخاب گروهی
ویلسون یکی از تبیین‌های غائی دین را نظریه انتخاب گروهی می‌داند. او این نظریه را در کتاب «کاتدرال داروین» شرح داده‌است.